# 5397 Vojislava
5397 Vojislava eller 1988 VB5 är en asteroid i huvudbältet som upptäcktes den 14 november 1988 av den japanska astronomen Yoshiaki Oshima vid Gekko-observatoriet. Den är uppkallad efter den serbiske astronomen Milorad B. Protić dotter, Vojislava Protitch-Benishek.
Asteroiden har en diameter på ungefär 11 kilometer.